# Mary Wade
Mary Wade, née le 17 décembre 1775 et morte le 17 décembre 1859 est une détenue britannique transportée en Australie à l'âge de 13 ans. Elle est la plus jeune détenue à bord de la Lady Juliana, qui fait partie de la second fleet (nom donné au deuxième convoi de bateaux remplis de colons, de condamnés et de vivres qui est allé coloniser l'anse de Sydney à Port Jackson, Australie). Sa famille s'est agrandie pour inclure cinq générations et plus de 300 descendants de son vivant.

## Premières années à Londres

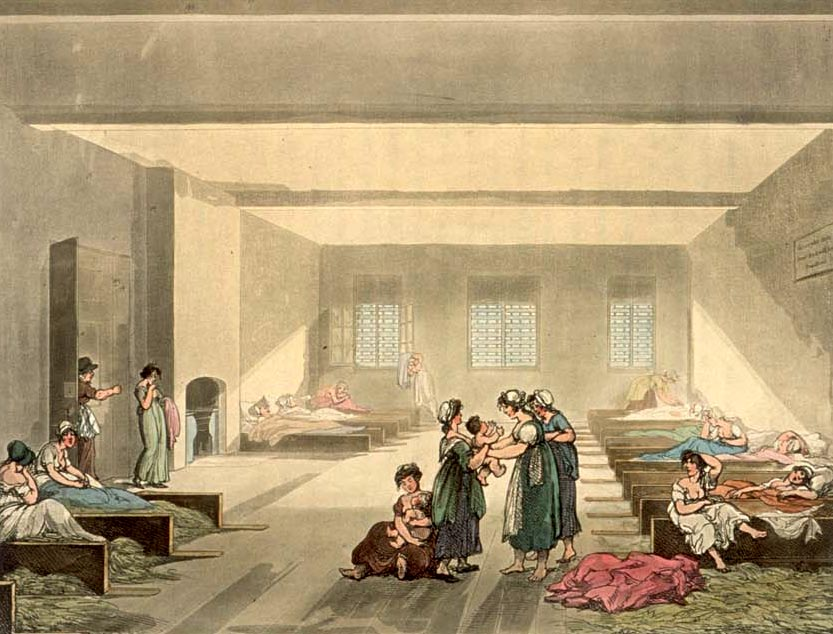
The Pass Room de Bridewell où Marie est emprisonnée pour la première fois

Dans les années 1980 on pensait que Wade était née le 5 octobre 1777 à Southwark, Londres, de Mary English et George Wade, et avait été baptisée le 21 décembre 1777 à Saint Olave, Southwark, Surrey, Angleterre. Des recherches ultérieures suite à l'accès à des documents non disponibles auparavant, prouvent maintenant que Wade est née le 17 décembre 1775, dans la paroisse de Westminster St Margaret et St John (en) à Middlesex de Lawrence Wade (décédé en août 1794, Perkins Rents, Westminster) et Mary Smith (décédée en novembre 1836, 5 New Court, Westminster). Elle est baptisée le 7 janvier 1776, à St Margaret's, Westminster.
Les preuves concernant sa date de naissance révisée et celle de ses parents comprennent : Sa mère a déclaré lors du procès que sa fille était née en décembre. Mary Wade vivait dans la paroisse Sainte-Marguerite de Westminster au moment de son arrestation. Son certificat de décès indique qu'elle est née à Westminster.
- Lawrence Wade est décédé à Perkins Rents en 1794 - Mary y vivait au moment de son procès en 1789.

Selon les nouvelles recherches, Mary a eu au moins trois frères et sœurs : Elizabeth Ann Wade (née le 5 février 1778 et baptisée le 1er mars 1778 à St Margaret's Westminster), Henrietta (née le 17 novembre 1780 et baptisée le 10 décembre 1780 à St Margaret's Westminster) et Henry (né le 1er août 1786, baptisé le 20 août 1786, décédé en avril 1793 et enterré le 24 avril 1793, à St Margaret's.
Wade passe ses journées à balayer les rues de Londres, afin de mendier. Le 5 janvier 1789, Mary, avec une autre enfant, Jane Whiting, âgée de 14 ans, vole des vêtements (une robe en coton, une houppelande en lin, une casquette en lin) à Mary Phillips, une fillette de 8 ans, qui à ce moment-là prenait de l'eau dans une bouteille dans des toilettes. Elles vendent la robe à un prêteur sur gage. Mary est dénoncée à un officier de police par un autre enfant qui a trouvé la houppelande dans la chambre de Mary, et elle est arrêtée et envoyée à la prison de Bridewell. Son procès a lieu le 14 janvier 1789 à Old Bailey, où elle est reconnue coupable et condamnée à mort par pendaison.

## Transport pénitentiaire
Le 11 mars 1789, le roi George III est proclamé guéri d'une maladie mentale ; on suppose qu'il souffrait de porphyrie, une maladie mentale dégénérative. Un mois plus tard, dans un esprit de célébration, toutes les femmes dans le couloir de la mort, y compris Mary Wade, sont informées que leur peine est commuée en déportation pénale vers l'Australie. Wade passe 93 jours dans la prison de Newgate avant d'être transportée en Australie sur le Lady Juliana, qui est le premier navire de transport de détenus (en) à transporter uniquement des femmes et des enfants. Après un voyage de 11 mois, le navire arrive à Sydney le 3 juin 1790. Wade est envoyée sur l'île Norfolk à bord du Lady Juliana, où elle arrive le 7 août 1790[réf. nécessaire].

## Vie en Australie
Marie Wade accouche de trois autres enfants sur l'île Norfolk : Sarah en 1793, Edward (né vers 1795, décédé vers 1796) et William (né en 1795). À son retour à Sydney, Mary vit avec Teague Harrigan, avec qui elle a deux autres enfants : Edward (né vers 1800, décédé en 1803) et Edward (né en 1803), dans leur tente sur les rives du Tank Stream (en) à Sydney. Teague Harrigan part par la suite en expédition baleinière en 1806 et l'abandonne. En 1817, il vit à Port Dalrymple, en Tasmanie. Il a obtenu des terres près de la rivière Tamar à Launceston en 1825 et, vraisemblablement, n'est jamais revenu sur le continent.

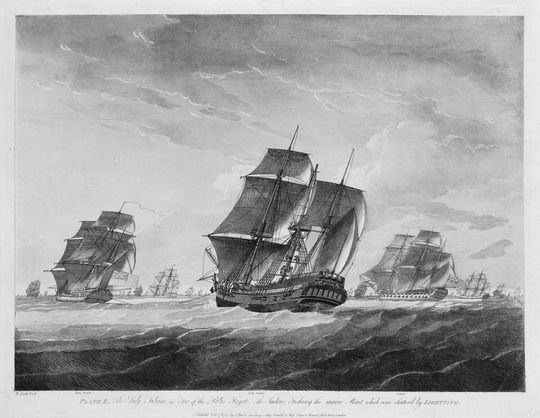
La Lady Juliana, qui a transporté Marie en Australie.

## Mariage et famille
À partir de 1809, Wade vit avec Jonathan Brooker près de la rivière Hawkesbury. C'est là qu'elle élève une famille qui compte 21 enfants (cette affirmation est remise en question par la recherche académique), dont sept vivent assez longtemps pour avoir leurs propres enfants. Brooker reçoit un certificat de liberté (en) en février 1811 et obtient 60 acres (24,28113852 ha) de terres du gouverneur Lachlan Macquarie, à Tarrawanna, en Nouvelle-Galles du Sud (en). Marie a reçu son certificat de liberté le 1er septembre 1812. En 1816, la famille s'installe sur la propriété d'Airds (comprenant les banlieues modernes d'Airds, Bradbury, St Helens Park et Rosemeadow, entre autres) à Campbelltown, en Nouvelle-Galles du Sud.
Wade épouse Jonathan Brooker le 10 février 1817 à St Lukes, Liverpool, Nouvelle-Galles du Sud. Son mari possède 30 acres en 1822, mais un feu de brousse brûle la propriété en 1823. Brooker perd son gagne-pain en tant que fabricant de chaises parce que tous ses outils sont détruits par l'incendie. La famille se retrouvée démunie et demande de l'aide au gouverneur Thomas Brisbane. Ils arrivent à rétablir leur situation, Wade et Brooker possédant 62 acres (25 ha) de terres à Illawarra en 1828. Ils y vivent jusqu'à la mort de Brookers le 14 mars 1833. Il est enterré dans le cimetière de l'église Saint-Pierre de Campbelltown. Wade meurt à Wollongong, en Nouvelle-Galles du Sud, le 17 décembre 1859 (également la date de son anniversaire), à l'âge de 84 ans. Ses funérailles sont les premières à avoir lieu dans l'église anglicane Saint-Paul, Fairy Meadow, en Nouvelle-Galles du Sud (en), son fils ayant fait don du terrain sur lequel l'église a été construite.

## Postérité
Au moment de sa mort, Wade a plus de 300 descendants survivants et est considérée comme l'une des mères fondatrices de la première colonisation européenne en Australie. Ses descendants se comptent aujourd'hui par dizaines de milliers, parmi lesquels Kevin Rudd, ancien Premier ministre d'Australie. L'histoire de Wade est racontée dans le livre Mary Wade to Us, publié sous forme d'arbre généalogique. Son récit, ainsi que les histoires des autres ancêtres condamnés de Kevin Rudd, sont rassemblés en deux volumes reliés en cuir par l'Église de Jésus-Christ des saints des derniers jours et sont conservés à la Bibliothèque nationale d'Australie à Canberra.
En 2017, le gouvernement de Nouvelle-Galles du Sud nomme le Centre centre correctionnel Mary Wade (en), un centre de détention provisoire pour femmes, en son honneur.